# Euantedon
Genre
Euantedon est un genre de comatules de la famille des Antedonidae.

## Liste d'espèces
Selon World Register of Marine Species (22 mars 2015) :
- Euantedon exquisita (AH Clark, 1909)
- Euantedon moluccana (AH Clark, 1912)
- Euantedon paucicirra HL Clark, 1928
- Euantedon polytes AH Clark, 1936
- Euantedon sinensis AH Clark, 1912
- Euantedon tahitiensis AH Clark, 1918